# Milk run
Milk run es un término asociado a la logística, y se refiere a un servicio brindado por una empresa de transportes que consiste en la recolección de piezas en diferentes proveedores respetando ventanas horarias y circuitos preestablecidos.
El objetivo principal es reducir los costos de transporte, ya que se utiliza un mismo vehículo en forma compartida.
El término tiene una traducción al español no oficial como "ruta lechera", por lo que en la vida cotidiana y en la industria se utiliza la terminología inglesa oficialmente, que hace alusión al servicio de reparto de leche a domicilio que era frecuente en tiempos pasados.

## Ventajas del Milk Run
Milk Run ofrece muchas ventajas para la gestión logística con embalajes retornables. Algunas de esas ventajas son las siguientes:
1. Reducción de los costos de transporte.
2. Mayor precisión temporal de la entrega de las mercancías. Just-In-Time.
3. Reducción de la distancia total recorrida.
4. Reducción de los niveles de inventario en proceso.